# Veljko Milković
Veljko Milković (srbsko  Вељко Милковић), * 13. november 1949, Subotica, FLRJ.
Veljko Milković je srbski izumitelj in raziskovalec iz Novega Sada, Srbija. Aktiven je v ekoloških raziskavah, amaterski arheologiji in raziskovanju novih energetskih tehnologij. Za ta raziskovalna področja je napisal številne knjige. Za svoje delo je dobil nekaj nagrad. Je član Srbske akademije inovacijskih znanosti iz Beograda, skupine 20. izumiteljev. Ima  23 odobrenih patentov za svoje izume.

## Izumi in raziskave
Izumil je samogrejno ekološko hišo oziroma solarne zemljanke z zemeljsko zaščito in odsevnimi površinami in številne, kot jih sam imenuje: ekološke inovacije: steklenjake in plastenjake z odsevnimi površinami, gobarnike (vzgoja gob). Nekaj njegovih izumov se nanaša na povsem enostavne reči za vsakodnevno uporabo; napr. avtonomni polnilec baterij, serija univerzalnih orodij, toaletna deska za osebe s hemoroidi.
Z nekaterimi svojimi izumi je Milković odprl nova poglavja v mehaniki, saj je ustvaril nove mehanične efekte s kombinacijo preprostega stroja: nihala in vzvod. Njegovi osnovni izumi v tej kategorijo so, kot jih on sam imenuje  impulzno-gravitacijski stroji (voziček z nihalo, dvostopenjski mehanični osilator, ročna črpalka za vodo z nihalo), skupina prostih mehanično oscilatornih sistemov s pogonskim nihalom.

### Petrovaradinska trdnjava
Med Veljkovim zanimanjem je tudi raziskovanje Petrovaradinske trdnjave v Novem Sadu. Trdi, da je odkril pravilnosti v podzemnem labirintu  s  “strelastimi”, “Y” in “kladivastim T” križišči, kar mu omogoča, da lahko varno raziskuje trdnjavo in njeno podzemlje. Novosadski muzej mu je 1977 podelil zahvalo za “Vsesplošno sodelovanje pri raziskovanju Petrovaradinske trdnjave”. 
Leta 1983 sta Srećko Drk in Veljko Milković pri knjigarni “Vladimir Nazor” iz Petrovaradina ustanovila “Klub prijateljev Petrovaradinske trdnjave”. Leta 1997 je najavil besedilo “Skrivnosti Petrovaradinske trdnjave”, ki je bil objavljen v obliki feljtona, skripte in knjige. Preko predavanj in izletov opozarja na nevarnosti, pa tudi na velike turistične možnosti Petrovaradina, Fruške gore, Srema in srednjega Podonavja.

## Nagrade in priznanja
Med različnimi domačimi in tujimi nagradami je leta 2002  za  velik doprinos in izume na področju ekologije in energetike prejel “Novembarsku povelju grada Novog Sada”. Istega leta (2002) je za izum – ročno črpalko z nihalo prejel zlato medaljo Novosadskega sejma. Leta 2006 postane akademik Srbske akademije inovacijskih znanosti iz Beograda kot dopisni član, istega leta pa še akademik pri Akademiji izumiteljev Srbije kot redni član.

## Publikacije
Veljko Milković je napisal 12 knjig i 6 drugih publikacij.

### Knjige
- "Solarne zemunice - dom budućnosti" (Solarne zemljanke – dom prihodnosti) (1983)
- "Ekološke kuće" (Ekološke hiše) (1991)
- "Šume za proizvodnju hrane" (Gozdovi za proizvodnjo hrane – zamenjava za njive) (1992)
- "Ka antigravitaciji - kompaktna vozila" (K antigravitaciji - kompaktna vozila) (1994)
- "Antigravitacioni motor / Anti-gravity Motor" (Antigravitacijski motor / Anti-gravity motor) (1996)
- "Perpetuum mobile" (Perpetuum Mobile) (2001)[34]
- "Petrovaradin kroz legendu i stvarnost" (Petrovaradin skozi legendo in resničnost) (2001)[35]
- "Petrovaradin i Srem - misterija prošlosti" (Petrovaradin in Srem – skrivnost preteklosti) (2003)[36][37]
- "Svet misterija - novi pogledi" (Svet skrivnosti - novi pogledi) (2004)[38][39]
- "Petrovaradinska tvrđava - podzemlje i nadzemlje" (Petrovaradinska trdnjava - podzemlje in nadzemlje) (2005)[40]
- "Novi turistički potencijali" (Novi turistični potencijali) (2006)[41]
- "Petrovaradinska tvrđava - kosmički lavirint otkrića" (Petrovaradinska trdnjava - kosmični labirint odkritij) (2007)[42]
- „Gravitacione mašine - od Leonarda da Vinčija do najnovijih otkrića“ (2013)
- „Kako sam pobedio hemoroide“ (2015)
- „Energetska prekretnica ili apokalipsa“ (2016)
- „Panonska Atlantida“ (2020)
- „Reflektujući paneli za solarnu klimatizaciju i zdravstveno bezbedno stanovanje“ (2020)
- „Energija oscilacija: od ideje do realizacije“ (2020)

### Feljtoni in skripte
- "Niskoenergetski život" (Nizkoenergetsko življenje), (1996)
- "Energetski potencijal rečnog zaliva" (Energetski potencijal rečnega zaliva), (1996)
- "Prethodna civilizacija" (Predhodna civilizacija), (1999)
- "Misterije Petrovaradinske tvrđave" (Skrivnosti Petrovaradinske trdnjave), (1999)
- "Petrovaradinska tvrđava između legende i stvarnosti" (Petrovaradinska trdnjava med legendo in resničnostjo), (1999)
- "Nestale civilizacije" (Izginule civilizacije), (2000)